# 1251 Hedera
1251 Hedera è un asteroide della fascia principale. Scoperto nel 1933, presenta un'orbita caratterizzata da un semiasse maggiore pari a 2,7186653 UA e da un'eccentricità di 0,1546684, inclinata di 6,03910° rispetto all'eclittica.
Il suo nome fa riferimento alle piante del genere Hedera.